# 邹鲁 (文化)
鄒魯是对文化昌盛之地的代指。例如，将沿海的文化名城（广东潮汕、福建福州、福建莆田、福建泉州等）称为海滨邹鲁；将江南的文化名城称为江南邹鲁。

## 由来
中国儒家文化的鼻祖孔子和孟子的故乡分别是春秋时期的鲁国和邹国，因此后人就用“鄒魯”来指代文化礼仪发达的地区。

## 相关城市
- 海滨邹鲁：潮州、汕头[3]、莆田、莆田仙游县、泉州、漳州、金門縣、福州、新会
- 其他：金华（江南邹鲁）、徽州（东南邹鲁）、温州（东南邹鲁）[4]
- 潇湘洙泗(洙泗一一孔子讲学，在洙、泗二水之间。世因以洙泗为孔子教泽之代称): 湖南潭州